# فرودگاه بورم
فرودگاه بورم (به انگلیسی: Bourem Airport) یک فرودگاه است . این فرودگاه در کشور مالی قرار دارد .